# Chōzuya

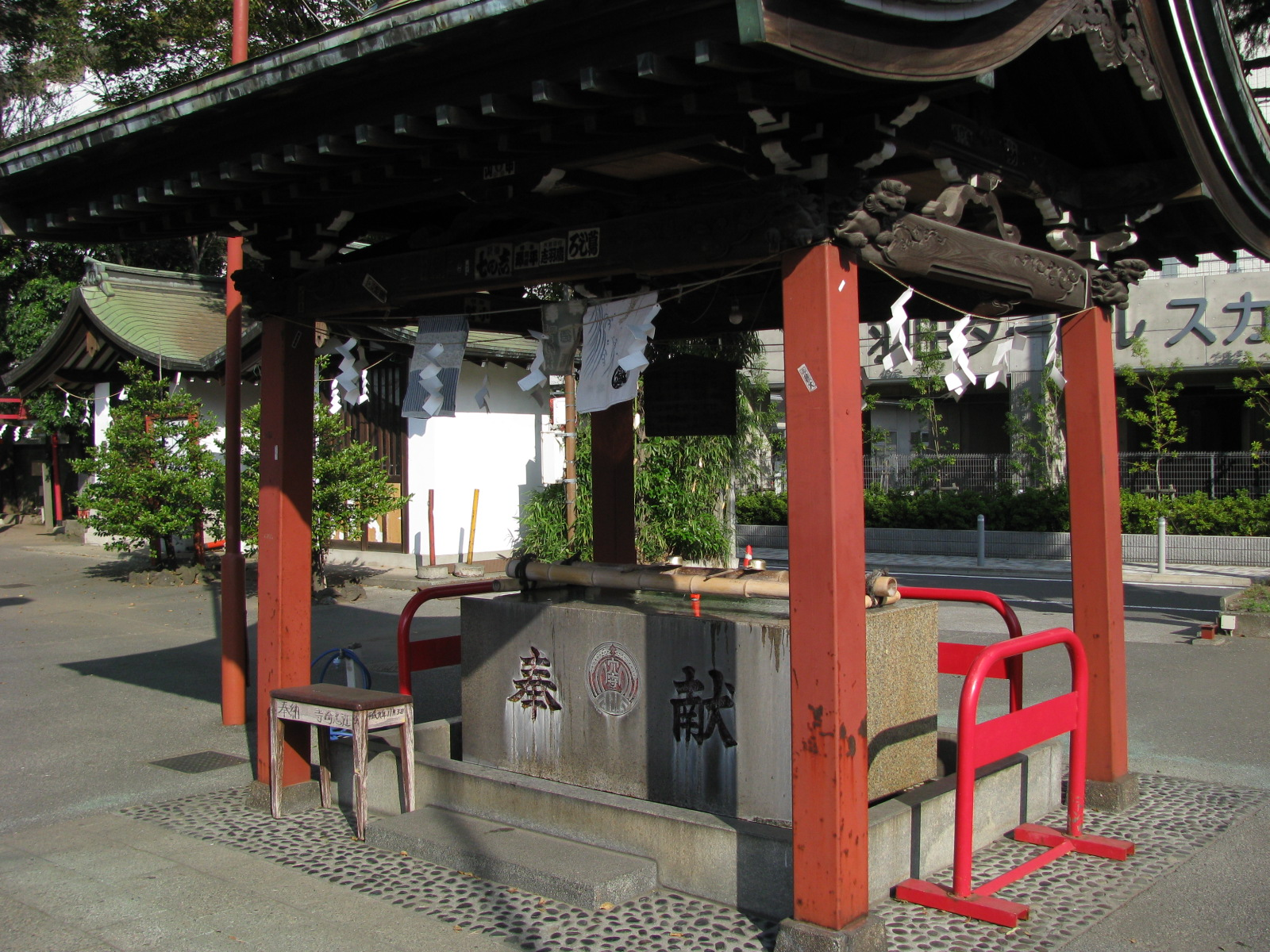
Chōzuya din Anamori Inari Jinja

Chōzuya sau temizuya (手水舎 chōzuya sau temizuya?) este un pavilion care găzduiește vasul cu apă (chōzubachi) pentru ceremonia șintoistă de purificare (temizu). Chōzuya este o parte componentă obligatorie a oricărui sanctuar (altar) șintoist (jinja).

## Galerie de imagini

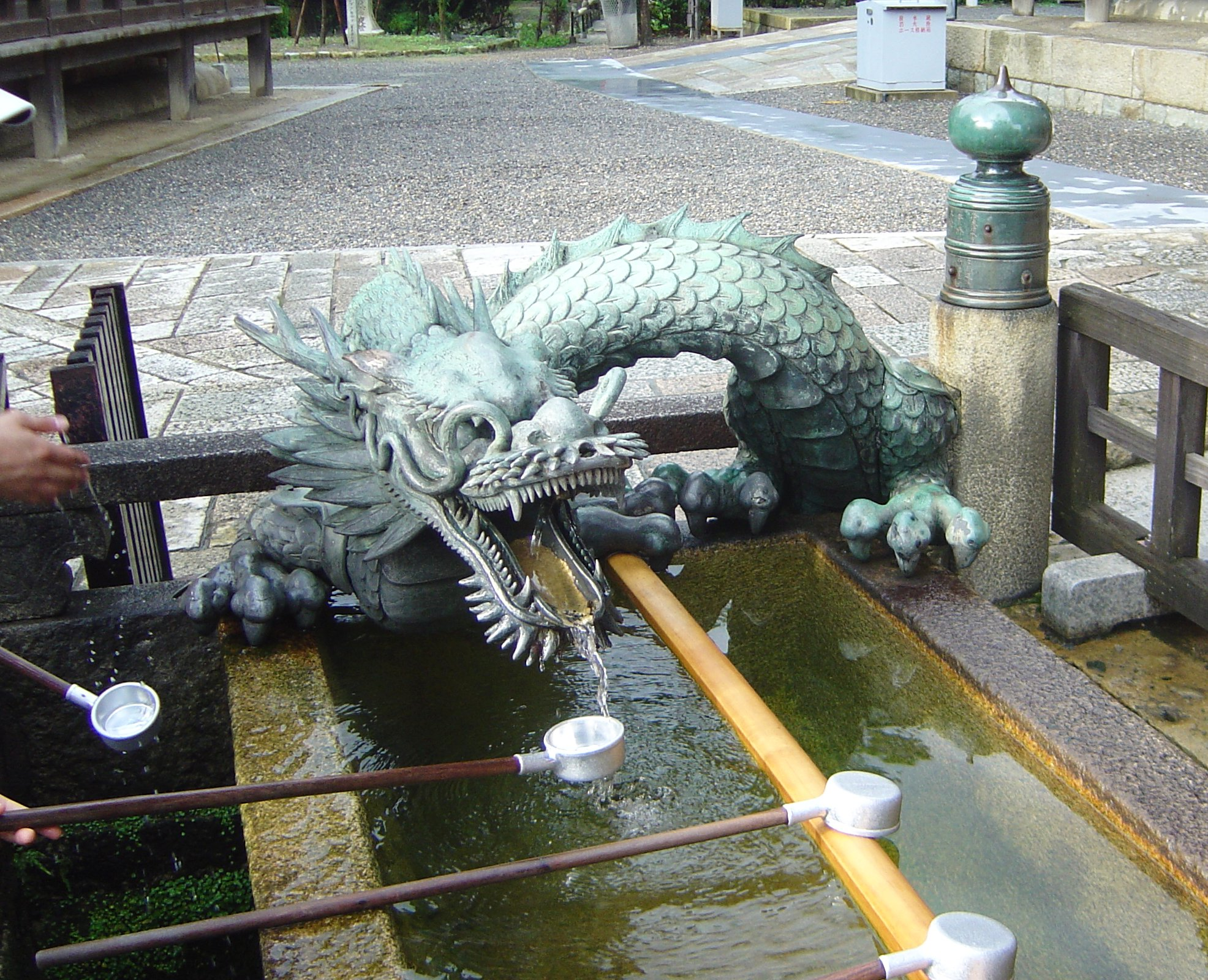
Chōzuya din faţa templului Kiyomizu-dera, Kioto
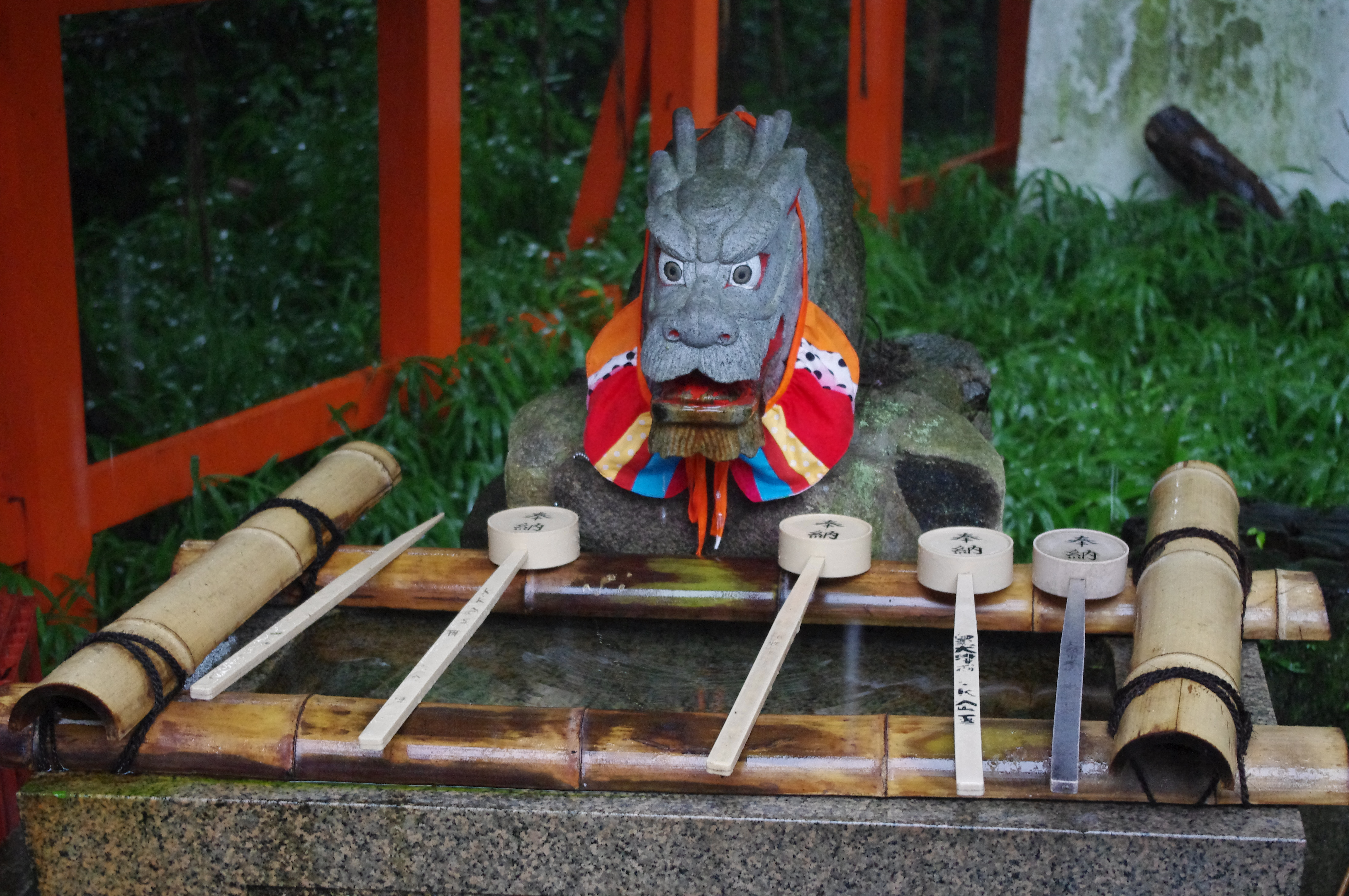
Chōzuya din complexul şintoist Fushimi Inari, Kioto
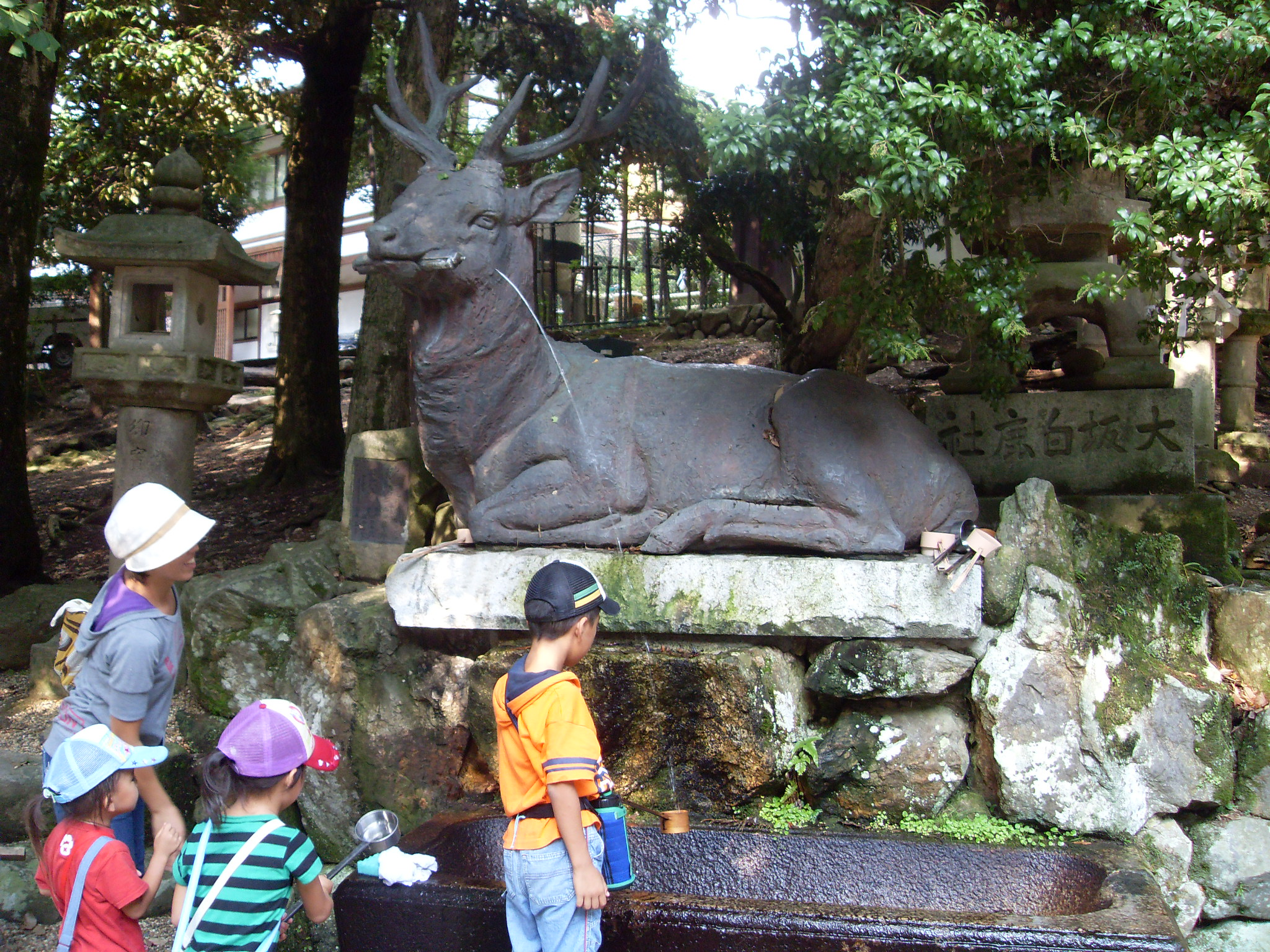
Chōzuya Marelui Altar Kasuga (kasuga taisha), Nara
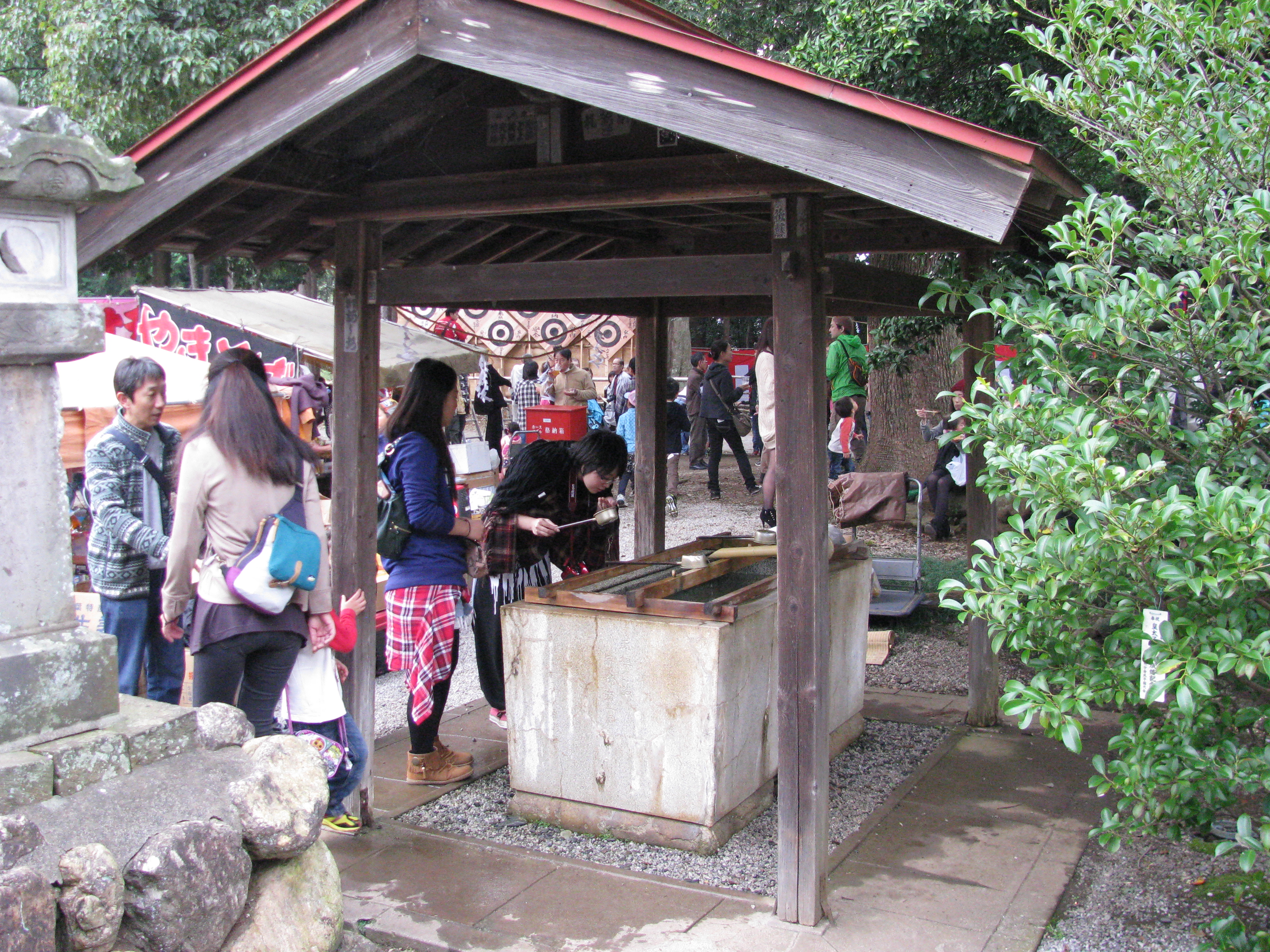
Chōzuya din sanctuarul Izumo Iwai, Moroyama, pref. Saitama